# Mario Bolatti
Mario Ariel Bolatti, född 2 februari 1985 i Argentina, är en argentinsk fotbollsmittfältare. Han spelar som mittfältare för den brasilianska klubben Internacional, men är på lån hos Botafogo.
Han började sin karriär 2003 där han spelade i division två i laget Belgrano. År 2006 gick Belgrano de Córdoba upp, men klubben flyttades ned efter bara en säsong. I juli 2007 köptes han av Porto. Tiden där blev dock inte så lyckad då han hade svårt att ta en plats i startelvan så han blev utlånad till Huracán. År 2009 köptes han av Huracán.
Den 14 oktober 2009 mötte Argentina Uruguay i den sista kvalmatchen till VM. Bolatti var avbytare, men byttes in, och i 84:e minuten gjorde han 1-0-målet som säkerställde Argentinas kvalifikation till VM 2010 i Sydafrika.